# Coopernic
Coopernic (Cooperation Européenne de Référencement et de Négoce des Indépendants Commerçant), è una società che opera come centrale d'acquisto nella comunità europea per conto di tre catene di vendita al dettaglio. Fondata nel novembre 2005, ma annunciata solo nel febbraio 2006, è nata per iniziativa della azienda francese E.Leclerc, ad oggi l'unico fondatore a farne ancora parte.
Coopernic ha forma giuridica di cooperativa.
Membri fondatori della Coopernic sono Colruyt (Belgio), Conad (Italia), Coop Svizzera, E.Leclerc (Francia) e REWE Group (Germania). Nel 2006, queste società hanno realizzato un fatturato di 96 miliardi di euro nei 17 paesi dove operano.
L'obiettivo principale è l'acquisto comune di beni, in modo da ottenere prezzi migliori e ridurre i costi di intermediazione e di logistica. Nel consiglio di Amministrazione di Coopernic siedono i cinque membri con due rappresentanti per ogni società.
Nel novembre 2007 è stato annunciato che E. Leclerc e Rewe, sotto il cappello di Coopernic, hanno rilevato l'80% delle azioni della Iki, una catena di vendita al dettaglio in Lituania e Lettonia con 635 milioni di euro di vendite annuali (previsione per il 2007).
Nel febbraio 2013, con la fondazione di Core, si ha l'uscita dalla società di Conad, Colruyt, Coop Svizzera e REWE Group.
Nel settembre 2014 Coop Italia annuncia l'entrata, effettiva dal gennaio 2015, in Coopernic insieme all'ingresso del gruppo belga Delhaize, contemporaneamente all'impegno nella chiusura di ogni attività di Centrale Italiana, la centrale d'acquisto che vedeva Coop operare insieme a Despar e Sigma. Per Coop Italia si ha il passaggio da una rete nazionale di alleanze ad una internazionale.
Nel gennaio 2015 Marco Pedroni, presidente di Coop Italia, viene nominato presidente di Coopernic e Frans Muller, Ceo del Gruppo Delhaize, vicepresidente, entrambi con mandato di due anni. Il rinnovo del consiglio di amministrazione porta in carica Maura Latini, direttore generale di Coop Italia, Michel Edouard Leclerc, presidente dei centri E. Leclerc, Frédéric Le Gall, socio di E. Leclerc, e David Vander Schueren, senior vice presidente di Delhaize Europe.
Il 5 giugno 2015 REWE Group lascia Core e ritorna in Coopernic.

## Membri
I membri odierni della centrale d'acquisto Coopernic sono:
- Coop Italia (Italia) (dal 1º gennaio 2015)
- E.Leclerc (Francia) (dalla fondazione, il 16 febbraio 2006)
- Delhaize (Belgio) (dal 1º gennaio 2015)
- REWE Group (Germania) (dal 5 giugno 2015)